# Ted Dekker
Pour les articles homonymes, voir Dekker.
Ted Dekker, né le 24 octobre 1962 à Kanggime, en Nouvelle-Guinée néerlandaise, est un écrivain américain d'origine néerlandaise, spécialisé dans le thriller, l'horreur et la fantasy.

## Biographie
Né d'un père canadien d'origine néerlandaise et d'une mère américaine, tous deux missionnaires, Ted Dekker passe son enfance en partageant la vie du peuple Dani en Nouvelle-Guinée néerlandaise. Il déménage aux États-Unis pour faire des études en philosophie et en théologie à l'Evangel University de Springfield, au Missouri.
Dans les années 1990, il décide de se lancer dans l'écriture. En 2000, il publie Heaven's Wager, premier titre de la série Martyr's Song. En 2001 paraît Le Confesseur (Three), un thriller d'horreur qui s'inscrit sur la liste des best-sellers du New York Times, avant d'être adapté au cinéma par Robby Henson, tout comme House (2006), écrit en collaboration avec Frank E. Peretti (en).

## Œuvre

### Romans

#### SérieMartyr's Song
- (en) Heaven's Wager, 2000
- (en) When Heaven Weeps, 2001
- (en) Thunder of Heaven, 2002

#### SérieCaleb
Cette série est coécrite avec Bill Bright.
- (en) A Man Called Blessed, 2001
- (en) Blessed Child, 2001

#### SérieBooks of History Chronicles: Circle
- (en) Black, 2004
- (en) Red, 2004
- (en) White, 2003
- (en) Green, 2009

#### SérieBooks of History Chronicles: Paradise
- (en) Showdown, 2006
- (en) Saint, 2006
- (en) Sinner, 2008

#### SérieBooks of History Chronicles: Lost
- (en) Chosen, 2008
- (en) Infidel, 2008
- (en) Renegade, 2008
- (en) Chaos, 2008
- (en) Lunatic, 2009Écrit avec Kaci Hill.
- (en) Elyon, 2009Écrit avec Kaci Hill.

#### SérieBooks of Mortals
Cette série est coécrite avec Tosca Lee (en).
- (en) The Keeper, 2011
- (en) Forbidden, 2011
- (en) Mortal, 2012
- (en) Sovereign, 2013

#### SérieDanny Hansen
- (en) The Priest's Graveyard, 2011
- (en) The Sanctuary, 2012

#### SérieEyes Wide Open
- (en) Identity, 2012
- (en) Mirrors, 2012
- (en) Unseen, 2013
- (en) Seer, 2013

#### SérieOutlaw Chronicles
- (en) Outlaw, 2013
- (en) Water Walker, 2014
- (en) Hacker, 2014

#### Romans indépendants
- Le Confesseur, City, 2013 ((en) Three, WestBow Press, 2003)Adapté au cinéma par Robby Henson (en) en 2006
- (en) Blink, 2002Paru également sous le titre Blink of an Eye
- (en) Obsessed, 2005
- (en) The Martyr's Song, 2005
- (en) The Promise: A Christmas Tale, 2005
- (en) House, 2006Écrit avec Frank E. Peretti (en).
- (en) The Drummer Boy: A Christmas Tale, 2006
- (en) Skin, 2007
- Adam, Grasset, 2009 ((en) Adam, Thomas Nelson Publishers, 2008)
- (en) Bone Man's Daughters, 2009
- (en) Kiss, 2009Écrit avec Erin Healy.
- (en) Burn, 2009Écrit avec Erin Healy.
- (en) The Bride Collector, 2010
- (en) Immanuel's Veins, 2010
- (en) A.D. 30, 2014
- (en) Water Walker, 2014Roman publié en plusieurs livraisons

### Albums illustrés
- (en) Black Graphic Novel: The Birth of Evil, 2007
- (en) The Circle Series, 2007

### Autres publications
- (en) The Slumber of Christianity: Awakening a Passion for Heaven On Earth, 2005
- (en) Tea with Hezbollah: Sitting at the Enemies' Table, Our Journey Through the Middle East, 2010Écrit avec Carl Medearis.

## Adaptations
- 2006 : Three, film américano-britannique réalisé par Robby Henson, d'après le roman éponyme, avec Marc Blucas et Justine Waddell
- 2008 : House, film américain réalisé par Robby Henson, d'après le roman éponyme, avec Reynaldo Rosales et Heidi Dippold